# Mesozoico
| Era                                                                                         | Periodo    | Epoca                | Età (Ma)      |
| ------------------------------------------------------------------------------------------- | ---------- | -------------------- | ------------- |
| Cenozoico                                                                                   | Paleogene  | Paleocene            | Più recente   |
| Mesozoico                                                                                   | Cretacico  | Cretacico superiore  | 66,0–100,5    |
| Mesozoico                                                                                   | Cretacico  | Cretacico inferiore  | 100,5-145,0   |
| Mesozoico                                                                                   | Giurassico | Giurassico superiore | 145,0–161,5   |
| Mesozoico                                                                                   | Giurassico | Giurassico medio     | 161,5-174,4   |
| Mesozoico                                                                                   | Giurassico | Giurassico inferiore | 174,4–201,4   |
| Mesozoico                                                                                   | Triassico  | Triassico superiore  | 201,4-237,0   |
| Mesozoico                                                                                   | Triassico  | Triassico medio      | 237,0–247,2   |
| Mesozoico                                                                                   | Triassico  | Triassico inferiore  | 247,2-251,902 |
| Paleozoico                                                                                  | Permiano   | Lopingiano           | Più antico    |
| Suddivisione del Mesozoico secondo la Commissione internazionale di stratigrafia dell'IUGS. |            |                      |               |

Il Mesozoico, o era mesozoica o era secondaria, è la seconda era dell'Eone Fanerozoico, compresa tra il Paleozoico e il Cenozoico. Iniziò circa 251,0 ± 0,4 milioni di anni fa e si concluse 65,5 ± 0,3 milioni di anni fa, con una durata quindi di circa 186 milioni di anni.

## Etimologia
Il termine Mesozoico deriva dal greco antico μέσος (mésos) che significa “intermedio” e ζωή (zoḗ) che significa “vita”, cioè l'era della “Vita intermedia”, a indicare il periodo di fauna intermedia tra il Paleozoico e il Cenozoico.

## Suddivisione
La Commissione Internazionale di Stratigrafia riconosce per il Mesozoico la suddivisione in tre periodi, ordinati dal più recente al più antico secondo il seguente schema:
- Cretaceo, da 145,5 Ma a 65,5 Ma (Milioni di anni fa)
- Giurassico, da 199,6 Ma a 145,5 Ma
- Triassico, da 251 Ma a 199,6 Ma

Il limite inferiore è determinato dal grande evento della catastrofica estinzione di massa del Permiano-Triassico, durante la quale scomparvero tra il 90% e il 96% di tutte le specie marine e il 70% dei vertebrati terrestri. È considerata la più grande estinzione di massa nella storia della Terra.
Il limite superiore è fissato dall'estinzione del Cretaceo-Terziario, oggi indicata come Cretaceo-Paleogene, che potrebbe essere stata causata dall'impatto astronomico che ha dato luogo al cratere di Chicxulub nella penisola dello Yucatán in Messico. Si estinsero circa il 50% di tutte le specie viventi e in particolare tutti i dinosauri non aviani.

## Paleogeografia e tettonica

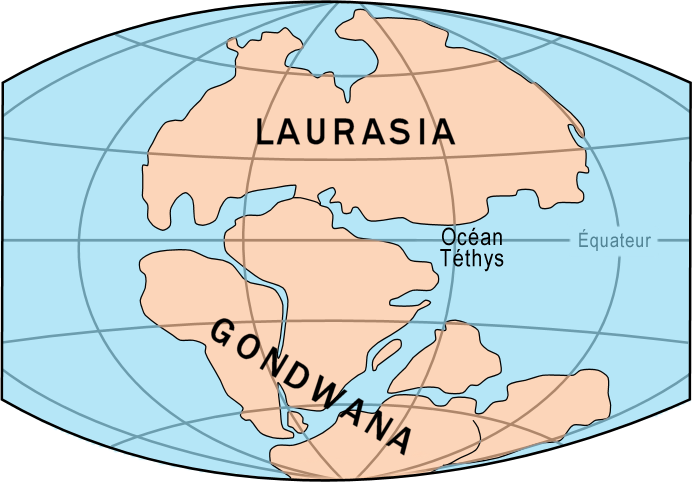
La Terra nel Triassico, circa 200 milioni di anni fa.

Le deformazioni tettoniche del Mesozoico furono meno accentuate di quelle del precedente Paleozoico superiore, tuttavia questa fu l'era della spaccatura del supercontinente Pangea che diede origine a nord alla Laurasia e a sud al Gondwana. Si formò in questo periodo il margine continentale Atlantico presente ancora oggi.
Successivamente la Laurasia si scisse in Nord America e Eurasia, mentre il Gondwana si fratturò in più parti dando luogo al Sud America, all'Africa, all'Antartico e al subcontinente indiano, il quale andò a collidere con l'Asia durante il Cenozoico facendo sorgere la catena montuosa dell'Himalaya. Verso la fine dell'era i continenti si erano pressoché disposti nella posizione attuale.

## Caratteristiche
Si ritiene che durante il Mesozoico il clima fosse più caldo di quello attuale e soggetto a forti monsoni, che assumevano a volte la caratteristica di megamonsoni per l'imponente estensione areale dei loro effetti.
La temperatura elevata favorì un'importante speciazione che diede vita a nuove forme animali. Scomparvero dapprima le Trilobiti, le graptoliti, mentre gli invertebrati caratteristici del periodo divennero le ammoniti, che sono il fossile guida per riconoscere il periodo. Comparvero anche le belemniti e i cefalopodi.
Tra i vertebrati ebbero uno sviluppo notevole i rettili, soprattutto quelli di grandi dimensioni noti come dinosauri, tanto che il Mesozoico è anche comunemente indicato come l'Era dei rettili o Era dei dinosauri. Accanto a questa classe di vertebrati dominante, fecero la loro comparsa anche i più piccoli mammiferi e gli uccelli. Tra le piante spuntarono le prime angiosperme, cioè le piante con il fiore.

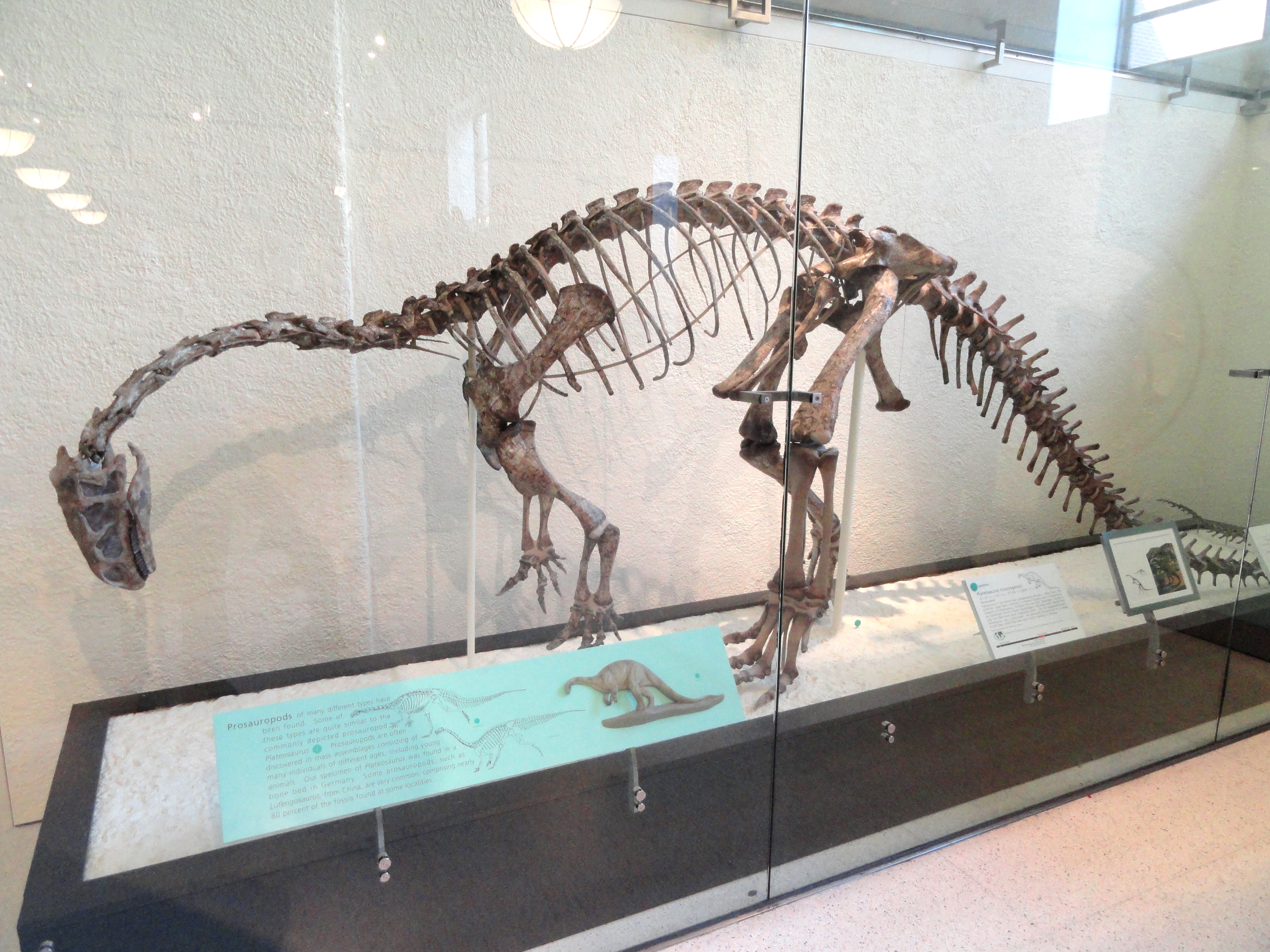
Plateosaurus (Triassico)
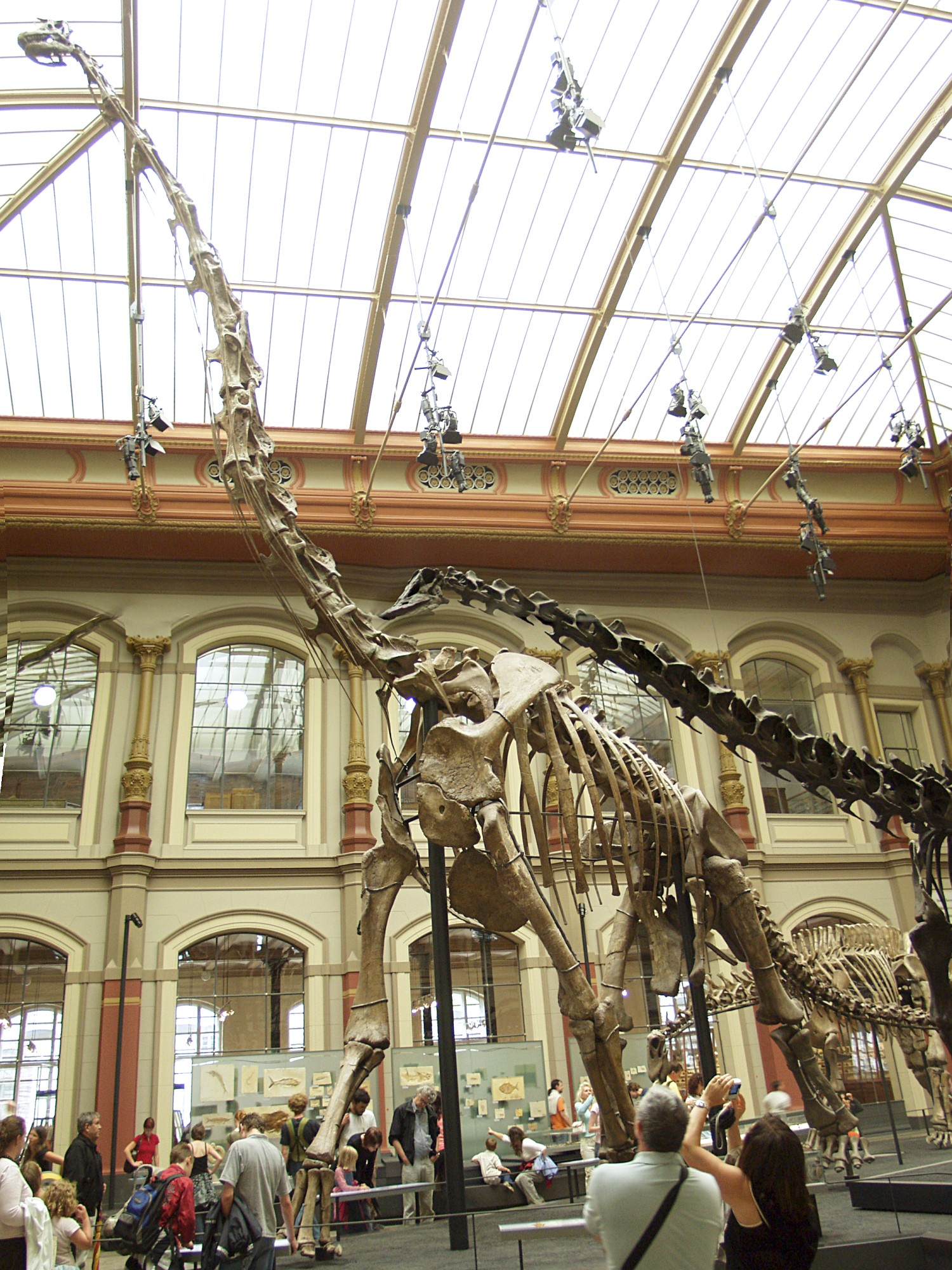
Brachiosaurus (Giurassico)
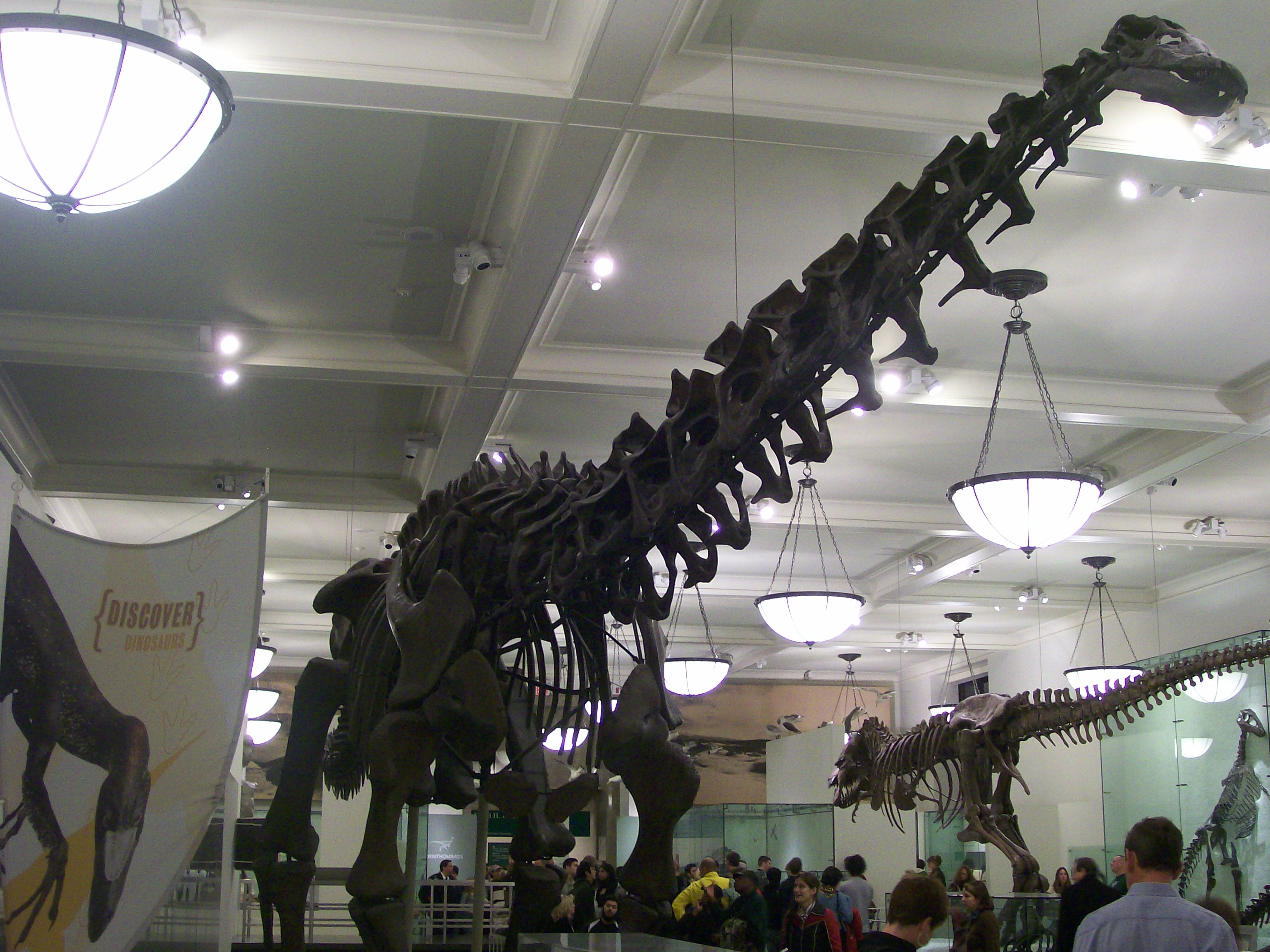
Apatosaurus (Giurassico)
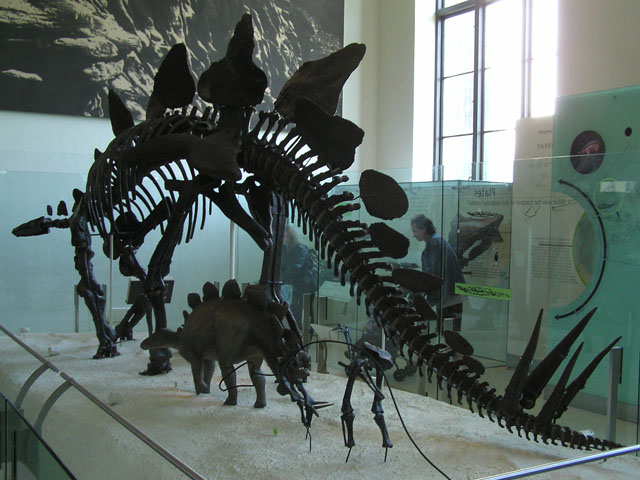
Stegosaurus (Giurassico)
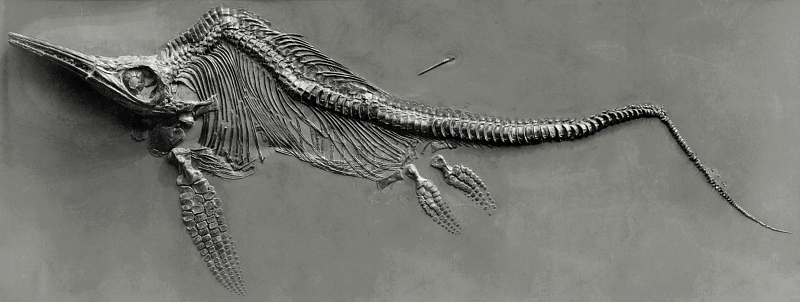
Ichthyosaurus (Giurassico)
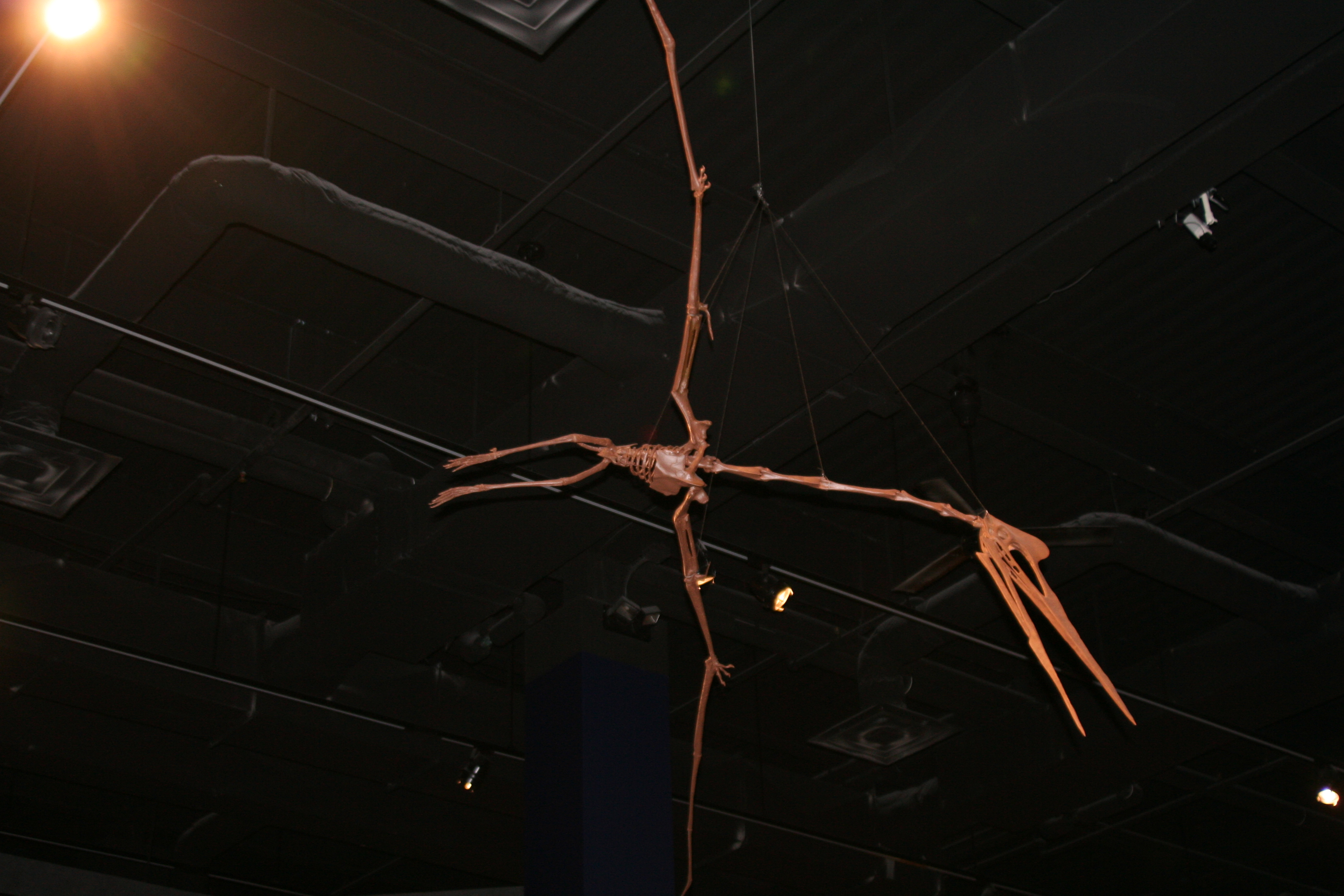
Quetzalcoatlus (Cretacico)
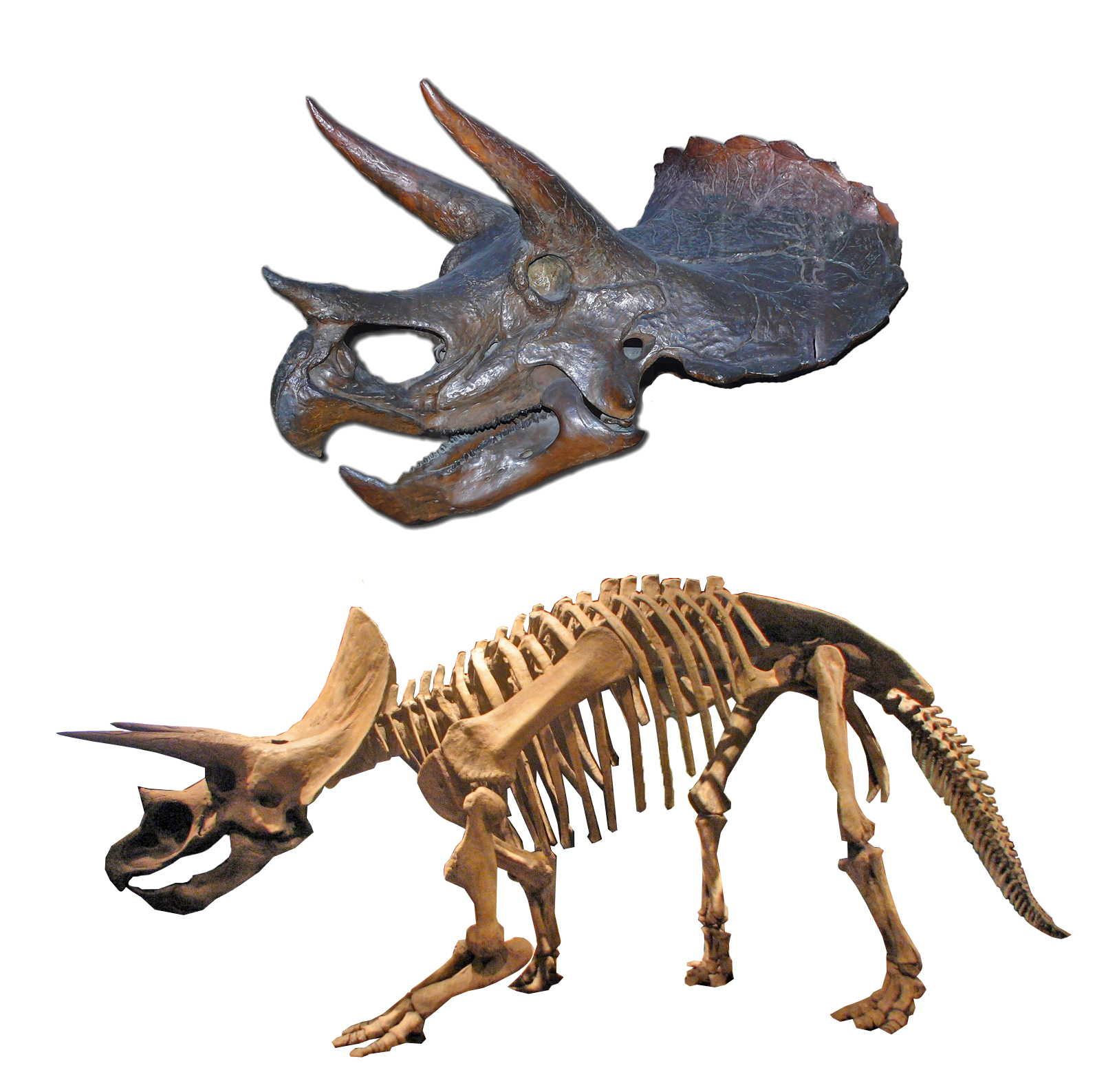
Triceratops (Cretacico)
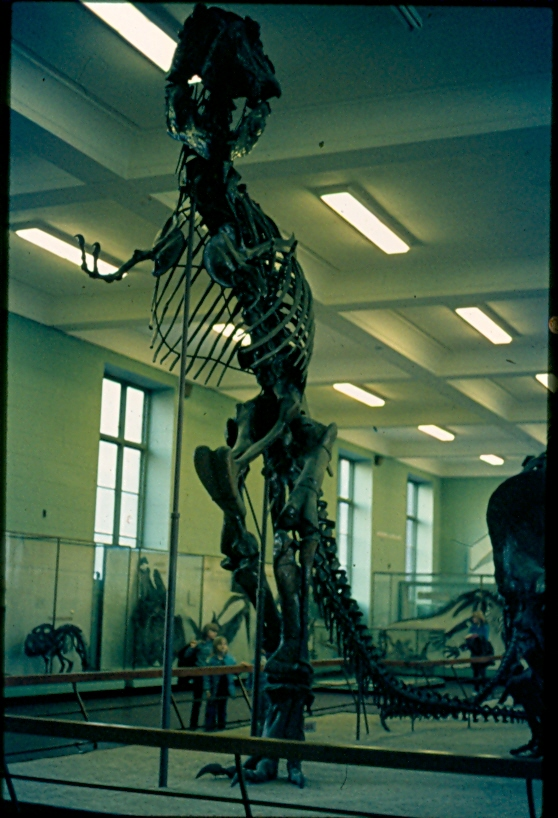
Tyrannosaurus rex (Cretacico)
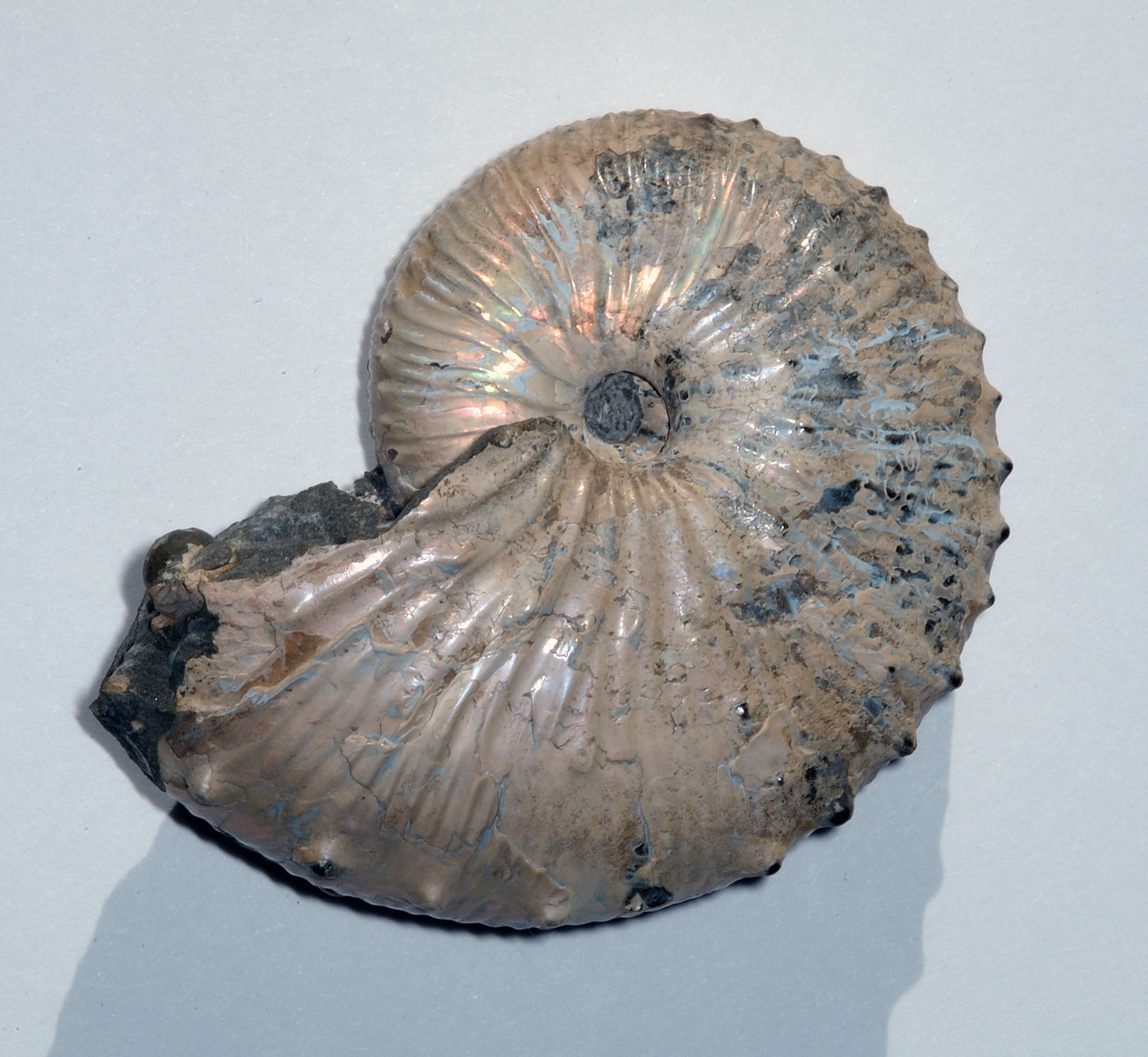
Ammonite (Cretacico)